# Corona nemzetközi InterCity
A Corona nemzetközi InterCity (Romániában InterRegioNight) egy, a MÁV Személyszállítási Zrt. és a CFR Călători által közlekedtetett InterCity vonat (vonatszám: IC 406-407), amely Budapest-Keleti és Brassó között közlekedik.
Naponta egy pár közlekedik, kizárólag a MÁV Személyszállítási Zrt. által kiállított kocsikkal.

## Története
A Corona gyorsvonatot az 1992–1993-as menetrendváltáskor indították Budapest-Nyugati pályaudvarról, ez volt az első közvetlen vonat Magyarország és Székelyföld között 1944 óta. Végállomása már ekkor Brassó városa lett, melyről nevét is kapta. Indulási ideje mindkét irányban kedvezőtlen volt (Budapest felé éjfél után, Brassó felé kora hajnalban érte el Székelyföldet), ezen egy év múlva módosítottak. A szerelvény szinte mindig legalább 8 kocsit továbbított, a klasszikus A és B sorozatjelű bautzeni kocsikkal és Bc fekvőhelyes kocsikkal, alkalmanként poggyászkocsival kiegészítve. 1994-ben hálókocsit is csatoltak a vonathoz, ám ezt a magasabb tarifa miatt kevesebben használták, így hamar megszüntették. A hálókocsit a 2002-es nyári szezonban tették vissza, majd 2008-tól már egész évben közlekedtetik. Közben a kocsik száma folyamatosan csökkent, 2000-től már csak a 3-4 kocsis összeállítás volt a jellemző.
1995-től 1998-ig közvetlen ülőkocsit is továbbított Miskolc és Brassó között, míg az 1998–1999-es menetrendi évben egy Jászvásárig közlekedő hálókocsit vitt Kolozsvárig.
A 2006–2007-es menetrendváltással budapesti végállomása átkerült a Keleti pályaudvarra, egy évvel később pedig közvetlen marosvásárhelyi kocsikat soroztak a vonatba. 2009 decemberében megszűnt a marosvásárhelyi közvetlen kocsi, viszont ettől kezdve étkezőkocsi is járt a brassói vonatrésszel, az ülőkocsikat pedig román B11-esekre cserélték. Ugyanekkor elindult a Hargita InterCity, amely nappali közvetlen kapcsolatot adott ugyanezen útvonalon.
2011-től újra a MÁV adja ki az összes kocsit.
A 2020-as koronavírus-járvány miatt áprilistól június végééig ideiglenesen szünetelt, majd kizárólag ülőkocsikkal indult újra. 2021 nyarán fekvőhelyes kocsit, majd szeptemberben a hálókocsit és az étkezőkocsit is visszakapta.
A Püspökladány–Biharkeresztes-vasútvonal felújítása miatt 2021 májusától október végéig terelt útvonalon, Debrecen és Nyírábrány felé közlekedett, vonatszáma ideiglenesen IC 12406-12407 volt.

## Vonatösszeállítás
A vonatot Budapest és Püspökladány között általában a MÁV Személyszállítási Zrt. Zrt. MÁV V43 sorozatú mozdonya vontatja. Püspökladánytól Biharkeresztesig MÁV M41 sorozatú dízelmozdony, Biharkeresztestől Kolozsvárig CFR 64 sorozatú dízelmozdony, Kolozsvártól Brassóig CFR 40 sorozatú villanymozdony továbbítja.
A szerelvény három ülőkocsit, egy étkezőkocsit, egy fekvőhelyes kocsit és egy hálókocsit továbbít.
A csíksomlyói búcsú idején általában erősítő kocsikat is csatolnak hozzá. A 2021 szeptemberében tartott Nemzetközi Eucharisztikus Kongresszus miatt 15 kocsis vonat közlekedett.
| Kocsiszám | Típus |
| --------- | --- |
|           | START 431 villanymozdony (Budapest – Biharkersztes) CFR 64 dízelmozdony (Biharkeresztes – Kolozsvár) CFR 40 villanymozdony (Kolozsvár – Brassó) |
| 430       | START Bmz (másodosztályú fülkés) |
| 431       | START Bmz (másodosztályú fülkés) |
| 432       | START Bmz (másodosztályú fülkés) |
| 433       | START WRRmz (étkezőkocsi) |
| 434       | START Bcmz (fekvőhelyes kocsi) |
| 435       | START WLABmz (hálókocsi) |

| Kocsiszám | Típus |
| --------- | --- |
|           | CFR 40 villanymozdony (Brassó – Kolozsvár) CFR 64 dízelmozdony (Kolozsvár – Biharkeresztes) START 431 villanymozdony (Biharkeresztes – Budapest) |
| 435       | START WLABmz (hálókocsi) |
| 434       | START Bcmz (fekvőhelyes kocsi) |
| 433       | START WRRmz (étkezőkocsi) |
| 432       | START Bmz (másodosztályú fülkés) |
| 431       | START Bmz (másodosztályú fülkés) |
| 430       | START Bmz (másodosztályú fülkés) |

## Megállóhelyek
- Budapest-Keleti
- Szolnok
- Törökszentmiklós
- Kisújszállás
- Karcag
- Püspökladány
- Báránd
- Sáp
- Berettyóújfalu
- Mezőpeterd
- Biharkeresztes
- Episcopia Bihor (Biharpüspöki) ( Románia)
- Oradea (Nagyvárad)
- Aleșd (Élesd)
- Huedin (Bánffyhunyad)
- Cluj-Napoca (Kolozsvár)
- Gherla (Szamosújvár)
- Dej Călători (Dés személypályaudvar)
- Beclean pe Someș (Bethlen)
- Sărățel (Szeretfalva)
- Deda (Déda)
- Toplița (Maroshévíz)
- Gheorgheni (Gyergyószentmiklós)
- Izvoru Oltului (Csíkszentdomokos)
- Siculeni (Madéfalva)
- Miercurea Ciuc (Csíkszereda)
- Băile Tușnad (Tusnádfürdő)
- Sfăntu Gheorghe (Sepsiszentgyörgy)
- Brașov (Brassó)